# Agustín González Acilu
Agustín González García de Acilu (Alsasua, Navarra, 18 de febrero de 1929 - Madrid, 15 de agosto de 2023) fue un compositor y profesor de música español.

## Trayectoria
Comenzó sus estudios de música en Alsasua y los continuó en Madrid, ampliándolos posteriormente en diferentes ciudades europeas. Fue profesor de armonía en el Conservatorio Superior de Música de Madrid, y en 1971 obtuvo el Premio Nacional de Música. Volvió a ganar este premio en el año 1998.
También recibió en 2009 el Premio Príncipe de Viana de la Cultura de manos del Príncipe de Asturias.
Escribió diferentes conciertos para piano y violonchelo y numerosas piezas de música de cámara.